# ノールボッテン地方
ノールボッテン地方（ノールボッテンちほう、Norrbotten [ˈnɔ̂rːˌbɔtːɛn]）はスウェーデン北部ノールランドの地方の1つ。